# Juri Schlünz
Juri Schlünz (Berlino Est, 27 luglio 1961) è un allenatore di calcio ed ex calciatore tedesco.

## Biografia

### Calciatore
Tra i giocatori più rappresentativi dell'Hansa Rostock, entrò nelle giovanili della squadra anseatica nel 1968, esordendo in prima squadra undici anni dopo. Divenuto in seguito capitano della squadra, Schlünz vi rimase fino alla fine della sua carriera professionistica (1994), vincendo un'accoppiata campionato-coppa nazionale nell'ultima stagione calcistica della Germania Orientale. Concluse la carriera di calciatore nel 1996, dopo aver giocato due stagioni in un club non professionistico, il Parchimer. Conta sei presenze in Nazionale Under 21 e tre nella sezione olimpica.

### Allenatore
Al termine della sua carriera di calciatore, Schlünz rientrò nell'Hansa Rostock come allenatore della sezione giovanile, incarico che mantenne fino al 1997. Da quell'anno fino al 2004 Schlünz ricoprì l'incarico di vice allenatore della prima squadra, prendendone le redini in due occasioni (nel 2000 e nel 2001). Promosso come allenatore della prima squadra, ricoprì la mansione per la sola stagione 2003-04, al termine della quale tornò all'incarico di allenatore della squadra giovanile.

## Palmarès
- NOFV-Oberliga: 1

1990-91
- Coppa della Germania Est: 1

1990-91